# Filip František Krakowský z Kolowrat
Filip František hrabě Krakowský z Kolowrat, také Krakovský z Kolovrat nebo Kolowrat-Krakowský, případně Kolovrat-Krakovský (17. dubna 1756 Radenín – 26. května 1836 Hroby) byl příslušník krakovské větve šlechtického rodu Kolovratů a zakladatel jeho starší radenínské linie. Byl guberniálním radou v Praze a v letech 1798–1827 podkomoří králové v Čechách. Zastával také úřad hejtmana Rakovnického (1781–1782) a Loketského kraje (1789–1791).

## Původ a kariéra
Narodil se 17. října 1756 v Radeníně jako druhý syn Leopolda Viléma hraběte Krakowského z Kolowrat (1727–1809) a jeho první manželky Marie Terezie z Caretto-Cavriani di Millesimo (1729–1769). Potomci jeho nevlastního bratra Františka Xavera I. Krakowského z Kolowrat (1783–1855) žijí dodnes.
Zastával úřad guberniálního rady, ale pro své hrubé chování při rušení kláštera premonstrátek v Doksanech byl v roce 1782 propuštěn. Za pomalé provádění tolerančního patentu byl tehdy sesazen i prezident českého gubernia a nejvyšší purkrabí Českého království Karel Egon I. z Fürstenbergu (1727–1789).
Později se proslavil jako hudebník v Praze a ve Vídni. Hrál na violu. Ročenka hudebního umění z roku 1796 se o něm pochvalně zmiňuje jako o koncertním mistrovi a virtuosovi.
Zemřel 26. května 1836 a byl pohřben v Hrobech, které jsou v současnosti součástí Radenína.

## Majetek
Na Táborsku vlastnil zámek Radenín a Hroby. Sídla zůstala v držení rodu do roku 1878, kdy přešla prostřednictvím sňatku vnučky Filipa Františka Jindřišky s hrabětem Aloisem Baillet Latourem do rukou původně španělsko-nizozemského šlechtického rodu Baillet de Latour.

## Rodina
Dne 16. února 1790 se oženil s Terezií z Trunkelu (18. říjen 1768 – 21. květen 1819, pohřbena v Hrobech). Narodilo se jim dvanáct dětí (šest synů a šest dcer):
- 1. Terezie (18. 12. 1785 Praha – 17. 2. 1830, pohřbena v Hrobech)
  - ∞ (říjen 1804) Jan Josef Antonín z Valdštejna (2. 5. 1766 – 19. 12. 1846)
- 2. Filip (17. 4. 1789 Loket – 18. 2. 1868 Vídeň, pohřben ve Schmelzu)
  - (15. 10. 1810) Františka Herzigová z Herzfeldu (16. 7. 1784 – 11. 5. 1868)
- 3. Leopold (25. 4. 1790 Praha – 28. 5. 1833 Praha), hejtman
- 4. Amalie Karolina (21. 12. 1791 Praha – 11. 10. 1872 Jihlava)
  - ∞ (26. 5. 1811) Josef Herzig z Herzfeldu (25. 3. 1783 – 20. 12. 1820)
- 5. Arnošt (4. 11. 1792 Praha – 12. 10. 1826 Jindřichův Hradec, pohřben v Hrobech), poručík pěšího pluku
  - ∞ (6. 1. 1825) Anna Stropnická (31. 6. 1801 – 26. 8. 1876)
- 6. Marie Anna (18. 5. 1794 Praha – 2. 6. 1801 Praha, pohřbena v Košířích)
- 7. Vilemína (31. 5. 1794 Praha – 4. 7. 1877 Wieliczka)
  - ∞ (7. 9. 1813) Gottfried z Böhmu (29. 10. 1786 – 1862)
- 8. Julie (10. 3. 1798 Praha – 17. 9. 1885, pohřbena v Praze)
  - ∞ (18. 9. 1814) František z Böhmu (3. 8. 1782 – 31. 5. 1843 Vídeň)
- 9. Ludvík (29. 10. 1799 Radovesice – 10. 8. 1857 Vídeň), poručík a revident ministerstva financí
  - ∞ (22. 10. 1828) Anežka Rudelsteinová (4. 12. 1803 – 16. 10. 1878 Vídeň)
- 10. Jindřich (28. 9. 1801 Radovesice – 4. 3. 1878 Praha, pohřben v Hrobech), krajský komisař Kouřimského kraje
  - ∞ (4. 1. 1827) Kateřina z Kleinbergeru (1. 12. 1802 – 11. 12. 1867 Praha, pohřbena v Hrobech)
- 11. Václav Evžen (26. 4. 1804 Praha – 15. 1. 1806 Praha, pohřben v Košířích)
- 12. Josefa (15. 8. 1805 – 1840/1866 Praha)
  - ∞ (19. 4. 1830 Hroby) Jan František Karel Skronský z Budčova (25. 11. 1805 Smíchov – 23. 6. 1886 Praha)